# Ралф Бартън Пери
Ралф Бартън Пери (на английски: Ralph Barton Perry) е американски философ.
Роден е на 3 юли 1876 година в Пултни, Върмонт. През 1896 година получава бакалавърска степен в Принстънския университет, а след това магистърска (1897) и докторска (1899) в Харвардския университет, където преподава от 1902 до 1946 година. Ученик и последовател на Уилям Джеймс, той става един от водачите на движението на неореализма в американския прагматизъм, идентифицирайки се преди всичко като морален идеалист.
Ралф Бартън Пери умира на 22 януари 1957 година в Кеймбридж, Масачузетс.